# Генрік Янковський

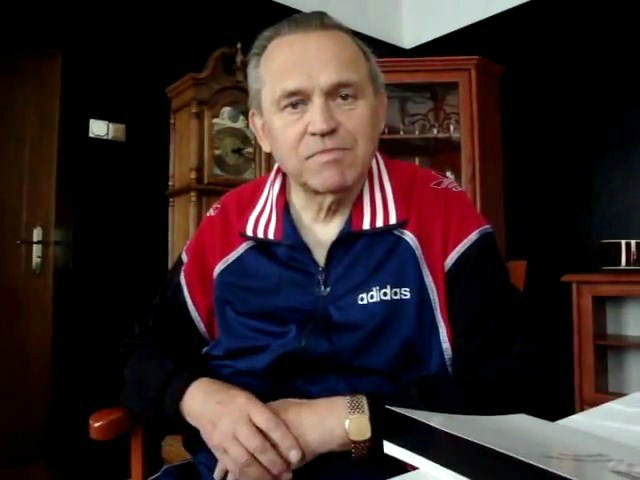
Генрик Янковський (2010)

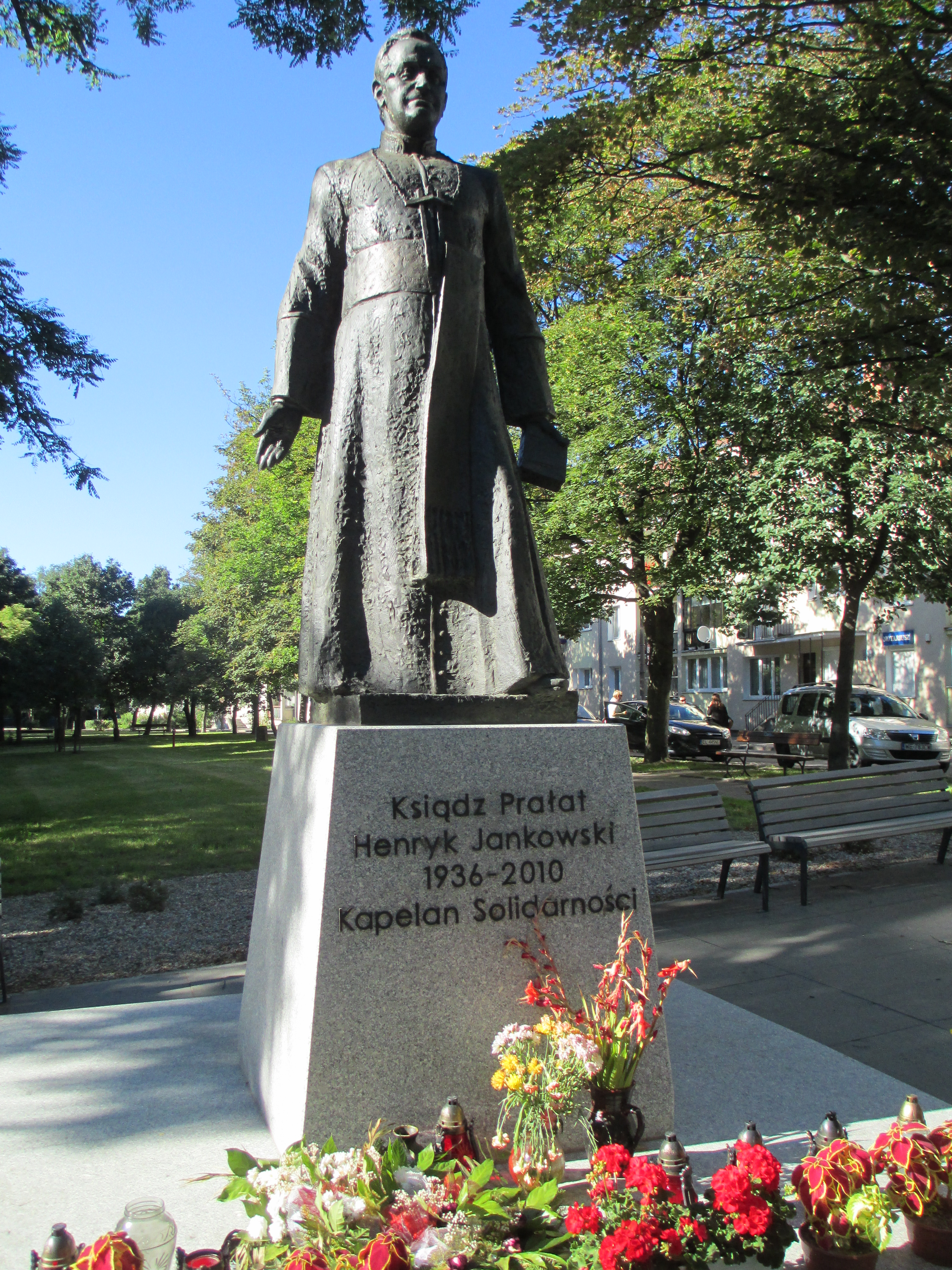
Колишній пам'ятник Генрику Янковському від Геннадія Єршова в Гданську

Отець Генрик Янковський (пол. Henryk Jankowski; 18 грудня 1936, Старогард Гданський — 12 липня 2010, Гданськ) — польський римо-католицький священник, член руху «Солідарність».

## Біографія
Генрик Янковський народився 18 грудня 1936 року.
Він був священиком у церкві св. Бріджит у Гданську (до 2004 р.). 
Згідно із записами, збереженими в Instytut Pamięci Narodowej Генрік Янковський з 1980 по 1982 рік був оперативною контактною кодовою назвою «Делегат» комуністичної Служби Безпієченства .
Янковський підтримав Фонд отця Генрика Янковського, який називається підтримкою благодійних та соціальних проектів, продажем вина з його зображенням на етикетці, що продається під назвою «Monsignore», і мав плани відкрити мережу з 16 кафе у великих містах Польщі, продавати парфуми та одяг також несучи його образ.

## Критика
Наприкінці 90-х він став відомим через критику Європейського Союзу та антисемітські висловлювання, а на рік його відсторонили від проповіді. Отця Янковського звинуватили в тому, що він був педофілом та ґвалтівником дитини, але його так і не засудили.
У лютому 2019 року статуя Янковського в Гданську була скинута групою протестуючих і остаточно ліквідована 8 березня 2019 року